# L'inferno degli uomini del cielo
L'inferno degli uomini del cielo (Theirs is the Glory) è un film del 1946 diretto da Brian Desmond Hurst e Terence Young, basato sull'operazione Market Garden.
La stessa vicenda è stata successivamente narrata in Quell'ultimo ponte, diretto da Richard Attenborough nel 1977.

## Trama
Durante la seconda guerra mondiale, il generale Urquhart guida migliaia di paracadutisti verso la città olandese di Arnhem, dove affronta una missione all'interno dell'operazione Market Garden.

## Produzione
Il film fu prodotto dalla Gaumont British Picture Corporation.
Venne girato a Arnhem, nei Paesi Bassi; le scene furono girate tutte nelle strade di Arnhem ancora ingombre di macerie e rottami, con molti attori ex-paracadutisti (si stima circa 200 anche se non compaiono nei crediti, tra cui l'allora maggiore delle trasmissioni CFH "Freddie" Gough e Richard "Dickie" Lonsdale, entrambi che combatterono col terzo battaglione parà sul ponte nel centro della città) o civili olandesi che parteciparono realmente agli eventi tra cui Kate ter Horst, la civile che lavorò all'ospedale da campo allestito dagli inglesi nella sacca di Oosterbek fino alla resa.

## Distribuzione
Distribuito dalla General Film Distributors (GFD), il film uscì nelle sale cinematografiche britanniche il 14 ottobre 1946, in Danimarca, Francia e Svezia l'anno successivo, ed in Italia nel 1956; la pellicola è nota come La Gloire est à eux in francese e Men of Arnhem negli Stati Uniti. Il 6 aprile 2005, il film è stato presentato nella repubblica ceca nell'ambito del Febio Film Festival.